# Божевци
Божевци е село в Югоизточна България. То се намира в община Сливен, област Сливен.

## География
Село Божевци се намира в Стара планина.

## История
Старото име на село Божевци е Конезлери.

## Религии
По-голямата част от населението изповядва християнството, останалата — исляма.

## Културни и природни забележителности
На 12 октомври 2008 г. новопостроеният православен храм „Света Петка“ е осветен от великотърновския митрополит Григорий в съслужение с архимандрит Панарет — игумен на Мерданския манастир „Свети 40 мъченици“, отец Тодор от с. Марян и Александър Пиндиков от гр. Елена, в присъствието на много гости и миряни от селото и околността.
Името „Света Петка“ е свързано с легендата, според която по времето на цар Иван Асен II мощите на светицата били пренесени за Велико Търново през тези места.
Храмът е построен изцяло от дарения.
Ежегодно на Петдесетница в селото има събор.